# Franz Boehm (Widerstandskämpfer)

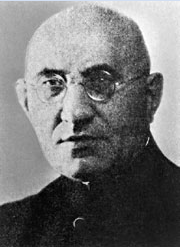
Franz Boehm (1880–1945)

Franz Boehm (* 3. Oktober 1880 in Bolleschin (Westpreußen); † 13. Februar 1945 im KZ Dachau) war ein römisch-katholischer Priester des Erzbistums Köln, Widerstandskämpfer und Märtyrer.

## Leben
Franz Boehm entstammte einer deutsch-polnischen Lehrerfamilie. Er wurde 1880 in Bolleschin in Westpreußen geboren. Die Grundschuljahre verbrachte er im Rheinland. Das Abitur legte er in Mönchengladbach ab. Nach den philosophischen und theologischen Studien in Bonn wurde er 1906 zum Priester für das Erzbistum Köln geweiht. An seinen drei Kaplansstellen im Ruhrgebiet war er auch in der Polenseelsorge tätig, da er die polnische Sprache beherrschte. Auch taufte er in der Muttersprache und nicht wie damals vorgesehen in Latein. Die erste Pfarrstelle trat er 1917 in St. Katharina in Gerresheim/Vennhausen (heute Düsseldorf-Gerresheim) an. 1923 wurde er Pfarrer in Sieglar.

## Widerstand gegen den Nationalsozialismus
Unterstützt durch den damaligen Sieglarer Bürgermeister Jakob Hörsch ermittelte die Staatspolizei wiederholt gegen Boehm und erließ zahlreiche Sanktionen. 1934 kam es zu einem Strafverfahren, das aber eingestellt wurde; 1935 wurde es Boehm verboten, Religionsunterricht zu erteilen. Zugleich erhielt er die erste Ausweisung, die allerdings 1936 durch eine Amnestie aufgehoben wurde. Bereits 1937 folgte die zweite und endgültige Ausweisung aus dem Regierungsbezirk Köln. Boehm musste Sieglar verlassen und auf die Zuweisung einer neuen Wirkungsstätte durch das Generalvikariat warten. Diese erzbischöfliche Politik zum Schutz des eigenen Klerus wurde von Boehm auch als Kaltstellung empfunden. In einem persönlichen Brief an einen jüngeren Mitbruder schreibt Boehm, er sei „von seiner kirchlichen Behörde [....] enttäuscht, da er keine Anerkennung und Hilfe erfahren“ habe. Er habe jedoch „das stolz-demütige Bewusstsein in Sieglar [...] [seine] letzten Kräfte eingesetzt“ und nach dem „Leitfaden“ gelebt, „einmütig für den Glauben und das Evangelium kämpfen und sich in keiner Weise von Widerstand einschüchtern lassen“ zu wollen. In Briefen an das Generalvikariat bat er darum, „sich des körperlichen und seelischen Drucks“ zu erbarmen und ihm „eine neue Wirkungsstätte baldmöglichst zuzuweisen“.
1938 trat Boehm dann eine Stelle als Pfarrer in Monheim am Rhein an. In seinem priesterlichen Wirken leistete er weiterhin Widerstand gegen das Regime. Boehm arbeitete vor allem mit Jugendlichen. Der zunehmenden Eskalation setzte er stets das Bibelwort entgegen: „Es sind lauter stumme Hunde, sie können nicht bellen“ (Jes 56,10 ). Aus den 450 Seiten umfassenden Gestapo-Akten geht hervor, dass er 1938 eine Geldstrafe und 1941 eine Verwarnung wegen Gottesdiensten in polnischer Sprache erhielt. 1942 wurde er wegen einer Christkönigspredigt zu einem Sicherungsgeld in Höhe von 3000 RM verurteilt. Ostern 1944 predigte er gegen das NS-Filmwesen, was seine Verhaftung nach sich zog. Am 5. Juni 1944 wurde Boehm unmittelbar nach einer Messe noch in der Kirche verhaftet. Im Zusammenhang der Verhaftungen um den 20. Juli 1944 wurde er in den Pfarrerblock im Konzentrationslager Dachau gebracht. Am 11. August 1944 wurde er in einem Einzeltransport nach Dachau gebracht, weil er offensichtlich mit dem Juristen und Wirtschaftswissenschaftler Franz Böhm aus Mannheim verwechselt wurde, der zum Freiburger Kreis des Widerstand gegen den Nationalsozialismus gehörte. Auch ein Schreiben des Bischofs vermochte an der Inhaftierung des Pfarrers nichts zu ändern. Er starb im Konzentrationslager am 13. Februar 1945 an den Folgen einer inhaftierungsbedingten Gesichtsrose.

## Nachwirkung

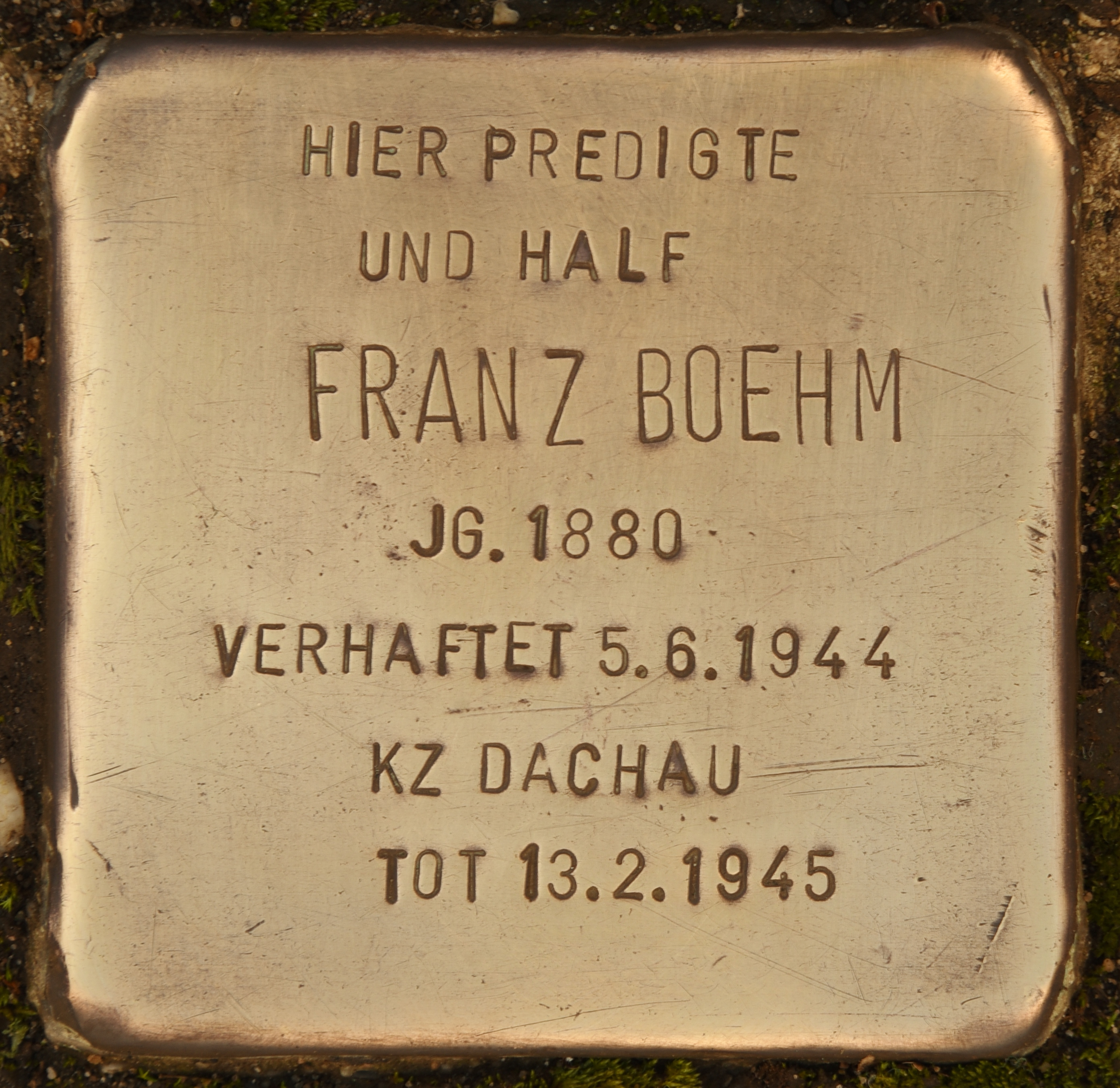
Stolperstein in Monheim am Rhein
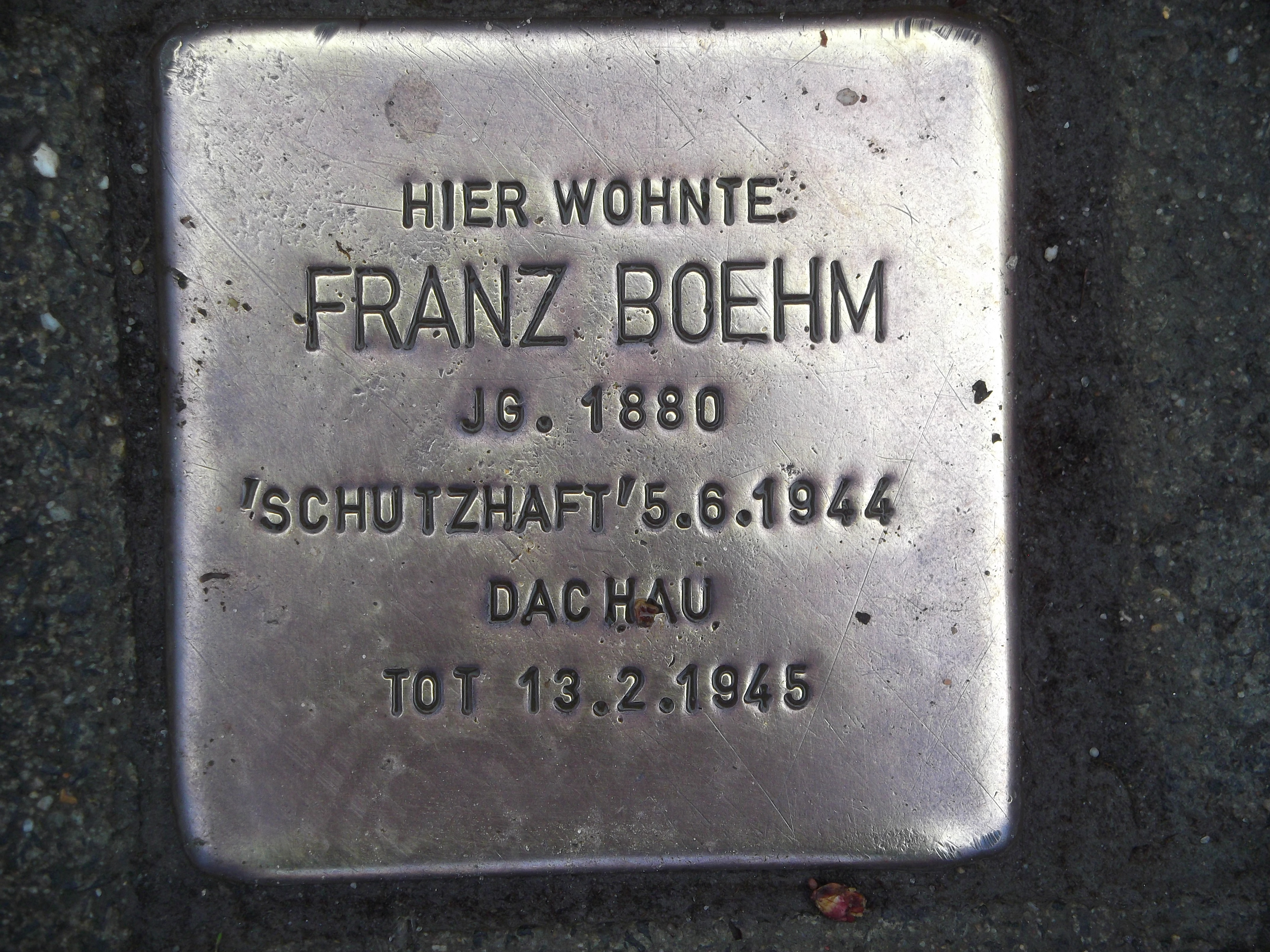
Stolperstein in Düsseldorf

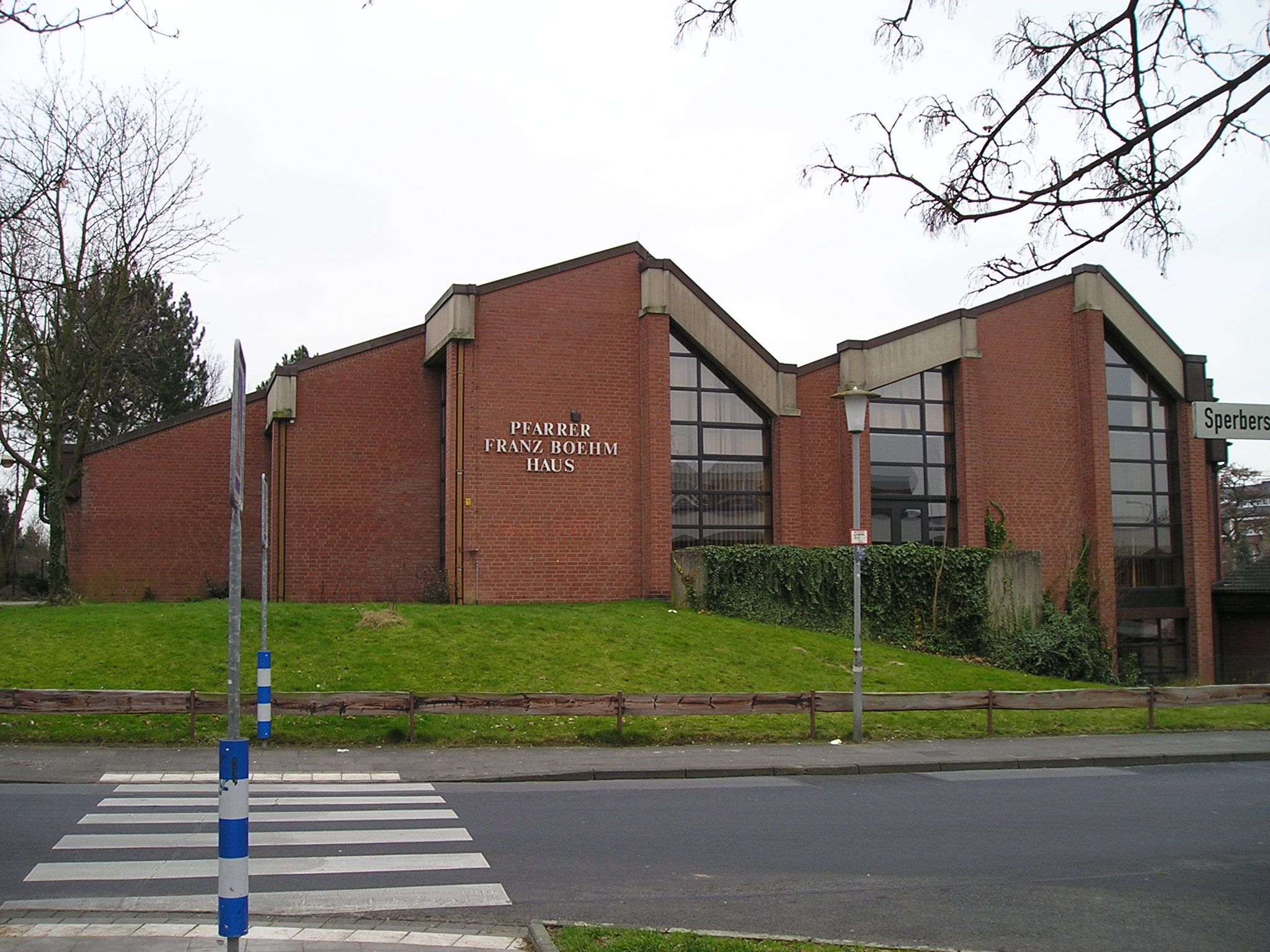
Pfarrer-Franz-Böhm-Haus, Monheim am Rhein
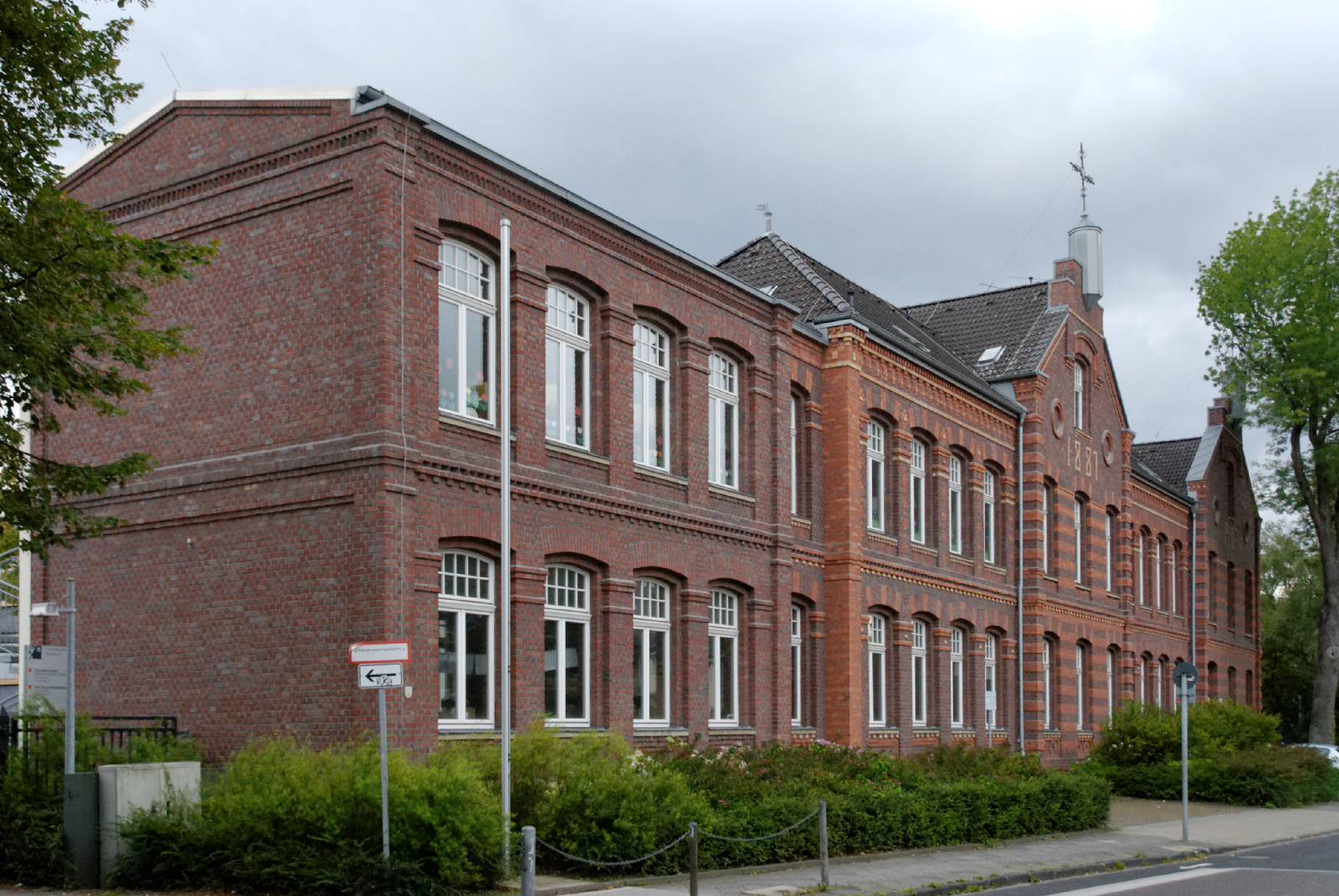
Franz-Boehm-Schule, Düsseldorf

Franz Boehm gilt als einer der mutigsten Pfarrer des Erzbistums Köln in der Zeit des Nationalsozialismus. In Monheim am Rhein erinnert in der Franz-Boehm-Straße vor dem Treppenaufgang zu St. Gereon ein Stolperstein an Boehm – ebenso vor dem Pfarrhaus St. Katharina in Düsseldorf. In Düsseldorf wurde die Katholische Grundschule am Kamper Weg 2002 in „Franz-Boehm-Schule“ umbenannt. In Monheim und Sieglar sind Straßen und Gemeindezentren nach Franz Boehm benannt. In Düsseldorf scheiterte im Juni 2004 die Benennung einer Straße nach Boehm an den Gegenstimmen der CDU in der Bezirksvertretung 7. Im Jahre 2020 wurde in Monheim eine Gedenkstätte zur Ehre des unvergessenen Pfarrers eingeweiht.
Die katholische Kirche hat Pfarrer Franz Boehm im Jahr 1999 als Glaubenszeugen in das deutsche Martyrologium des 20. Jahrhunderts aufgenommen.
In der Wanderausstellung „Märtyrer des Erzbistums Köln aus der Zeit des Nationalsozialismus“, die das Bildungswerk der Erzdiözese Köln an verschiedenen Orten seit 2006 zeigt, nimmt Franz Boehm eine herausragende Stellung ein. Im Jahre 2010 wurde beim Erzbistum Köln eine Petition für ein Seligsprechungsverfahren eingereicht. Als Zeitzeuge berichtete der Philosophiehistoriker Karl Bormann in dem Verfahren zur Seligsprechung, er habe an Boehm vor allem geschätzt, dass dieser „hilfsbereit, tief gläubig, pflichtbewusst, streng und kompromisslos“ gewesen sei.
An ihn und weitere christliche Widerstandskämpfer wurde im November 2022 in der Ausstellung „Märtyrer – christliche Gewaltopfer der NS-Zeit“ des Landtags NRW erinnert, bei deren Eröffnung als Zeitzeuge ein Messdiener von Pfarrer Boehm anwesend war.